# Hans Albin
Hans Albin (* 27. Juli 1905 in  Berlin; † 5. September 1988 in München) war ein deutscher Schauspieler, Drehbuchautor, Filmregisseur und Filmproduzent.

## Leben
Er begann als Autorennfahrer, ließ sich dann aber zum Tenor und am Rudi-Meinhardt-Theater zum Schauspieler ausbilden. Ab 1931 war er unter Heinz Hilpert auf Berliner Bühnen als jugendlicher Komiker aktiv. Bald fand er den Weg zum Film und wirkte unter anderem in mehreren Streifen mit dem jungen Heinz Rühmann mit.
Albin filmte auch selbst und brachte Sportereignisse wie Autorennen in die Kinos. Für einen Dokumentarfilm über das Eislaufpaar Herber/Baier erhielt er eine Auszeichnung auf der Biennale. Bei Spielfilmen fungierte Albin ab Ende der 30er Jahre als Regieassistent, darunter in dem Rühmann-Film Fünf Millionen suchen einen Erben. 1941 drehte er eine Kurzfilm-Revue mit Sketchen von Karl Valentin und Weiß Ferdl.
Nach Kriegsende lebte Albin in München. Er inszenierte in den 50er und 60er Jahre mehrere Filme, bei denen er oft selbst am Drehbuch mitschrieb und auch mit seiner eigenen Produktionsfirma, der Hans Albin-Film beteiligt war. Die meisten seiner Filme waren deftige, in Oberbayern spielende Komödien.
Seebestattung in der Nordsee.

## Filmografie
- 1932: Der Orlow (Darsteller)
- 1933: Heimkehr ins Glück (Darsteller)
- 1933: Drei blaue Jungs – ein blondes Mädel (Darsteller)
- 1934: Die Liebe siegt (Darsteller)
- 1934: Da stimmt was nicht (Darsteller)
- 1934: Fräulein Frau (Darsteller)
- 1934: Der Springer von Pontresina (Darsteller)
- 1934: Zigeunerblut (Darsteller)
- 1934: Die große Chance (Darsteller)
- 1934: Die vier Musketiere (Darsteller)
- 1934: Heinz im Mond (Darsteller)
- 1934: Schwarzer Jäger Johanna (Darsteller)
- 1935: Nacht der Verwandlung (Darsteller)
- 1935: Mazurka (Darsteller)
- 1937: Der Mustergatte (Darsteller, Co-Drehbuch)
- 1938: Die Umwege des schönen Karl (Darsteller)
- 1941: Der Trichter Nr. 11 (Darsteller)
- 1941: In der Apotheke (Regie)
- 1941: Gleichklang der Bewegung (Regie)
- 1952: Karneval in Weiß (Co-Regie, Herstellungsleitung)
- 1953: Sterne über Colombo (Produktion)
- 1954: Frühlingslied (Regie, Produktion)
- 1954: Die Gefangene des Maharadscha (Produktion)
- 1956: IA in Oberbayern (Regie, Co-Drehbuch)
- 1956: II-A in Berlin (Regie, Co-Drehbuch)
- 1956: Auf Wiedersehn am Bodensee (Regie)
- 1957: Egon, der Frauenheld (Regie)
- 1958: Mein ganzes Herz ist voll Musik (Co-Produktion)
- 1961: Schön ist die Liebe am Königssee (Regie)
- 1961: Drei weiße Birken (Regie, Co-Drehbuch)
- 1962: Der verkaufte Großvater (Regie)
- 1962: Tunnel 28 (Co-Produktion)
- 1963: Der Chef wünscht keine Zeugen (Co-Regie, Produktion)
- 1964: Die Lady (Co-Regie, Co-Produktion)
- 1968: Radhapura – Endstation der Verdammten (Regie)
- 1969: Pudelnackt in Oberbayern (Regie)
- 1969: Hugo, der Weiberschreck (Regie)
- 1970: Hurra, ein toller Onkel wird Papa (Regie, Co-Drehbuch, Produktion)